# Cobbler (Better Call Saul)
«Cobbler» es el segundo episodio de la segunda temporada de la serie de televisión estadounidense de AMC Better Call Saul, la serie derivada de Breaking Bad. El episodio se emitió el 22 de febrero de 2016 en AMC en Estados Unidos. Fue escrito por Gennifer Hutchison, y dirigido por Terry McDonough. Fuera de Estados Unidos, se estrenó en el servicio de streaming Netflix en varios países.

## Trama

### Introducción
Mientras Chuck toca Sicilienne del compositor francés Gabriel Fauré en el piano en su casa, Howard llega a entregar comestibles. Discuten el caso Sandpiper y el empleo de Jimmy en Davis & Main. Chuck siente aprensión porque Jimmy se unió a D&M, y Howard dice que fue principalmente a través de los esfuerzos de Kim que D&M lo contrató. Después de que Howard se va, Chuck vuelve a su piano, enciende el metrónomo y lo mira en silencio.

### Historia principal
Antes de una reunión entre Hamlin, Hamlin & McGill y D&M, Kim reorganiza los asientos para que ella y Jimmy se sienten uno al lado del otro. En un descanso, comparten un cigarrillo y un beso, y ella le da un termo que originalmente decía «El mejor abogado del mundo» («World's Best Lawyer») pero que ella lo ha alterado para leer «El segundo mejor abogado del mundo» («World's 2nd Best Lawyer»). Acuerdan encontrarse más tarde esa noche. En el salón de manicura, Jimmy recibe su nuevo auto de la compañía, un Mercedes-Benz, y está frustrado porque su nueva taza no cabe en el portavasos como sí lo hacía en su viejo auto.
En el juzgado, Mike se sorprende al ver a Daniel Wormald («Pryce») llegar en su Hummer. Cuando Daniel le cuenta a Mike sobre el robo en su casa, Mike le advierte sobre hablar con la policía. Daniel es inflexible acerca de recuperar sus tarjetas de béisbol y no tiene en cuenta el consejo de Mike. Para evitar que Daniel lo implique en los tratos de drogas de Daniel, Mike ofrece encontrar las tarjetas. Localiza a Nacho en la tienda de tapicería de su padre y le pide las tarjetas. Nacho lo rechaza, por lo que Mike amenaza con informar a Tuco sobre los tratos secretos de drogas de Nacho. Nacho acepta negociar, y hacen un trato para que Daniel cambie su Hummer a Nacho a cambio de las tarjetas de béisbol y USD $10,000.
Chuck se sienta durante una reunión entre HHM y D&M. Jimmy duda en continuar, pero con el aliento silencioso de Kim, habla sobre los clientes de Sandpiper. Mike llama a Jimmy y le pide que represente a Daniel, a quien la policía quiere entrevistar. Daniel les dice a los detectives que ha recuperado sus tarjetas de béisbol, por lo que no hay necesidad de más investigación, pero los detectives son escépticos. Jimmy habla con ellos en privado y fabrica una historia sobre un amor gay fallido y el robo de las tarjetas de béisbol como venganza. Para proporcionar una explicación del escondite de Daniel, Jimmy afirma que contenía vídeos de Daniel sentado en varios tipos de pasteles y llorando, un fetiche ficticio que describe en gran detalle. Los detectives finalmente le creen y dejan ir a Daniel.
Esa noche, Jimmy le cuenta a Kim sobre el caso de Daniel, incluida la fabricación de un vídeo para «probar» la razón por la cual Daniel tenía un escondite detrás de su sofá. Kim está horrorizada de que Jimmy haya recurrido a un plan tan deshonesto e ilegal que podría poner en peligro su carrera. Jimmy responde preguntando por qué estaba dispuesta a jugar junto a él con estafar a Ken. Ella responde que no tenía nada que ver con el trabajo. Ella le pregunta por qué estaba dispuesto a falsificar evidencia para exonerar a un cliente, y cuando Jimmy no puede proporcionar una respuesta satisfactoria, Kim dice: «No puedo escuchar sobre este tipo de cosas nunca más», a lo que Jimmy responde: «No lo harás».

## Producción
Se dijo que Bob Odenkirk inspiró el nombre del episodio y el fetiche retratado en la escena de la sala de interrogatorios policiales. Peter Gould dijo: «No había tantos nombres. De hecho, no sé si lo nombramos en absoluto. Creo que (Jimmy) simplemente dijo: ‹Se sienta en tartas›. Planteó la idea: ‹Todos los actos sexuales tienen un nombre. ¿No debería haber un nombre para esta cosa?›».
«En este programa, él es principalmente un intérprete, pero de vez en cuando, ves que realmente es una de las grandes mentes cómicas de nuestro tiempo. Ese fue un ejemplo de Bob dándonos una dirección con la que corrimos, y luego corrió con él en la actuación. Y me encanta. Tengo que decir que fue una evolución interesante de esa escena. Estoy realmente orgulloso de ello».

## Recepción

### Audiencias
Al emitirse, el episodio recibió 2,23 millones de espectadores en Estados Unidos, y una audiencia de 1 millón entre adultos de 18 a 49 años.
Incluyendo la reproducción DVR, el episodio fue visto por 4,373 millones de espectadores y una audiencia de 2,0 millones entre adultos de 18 a 49 años.

### Recepción crítica
El episodio recibió aclamación crítica, con gran parte de los elogios dirigidos a la actuación de Bob Odenkirk, el desarrollo del personaje Jimmy McGill y la escena de la sala de interrogatorios policiales. Tiene una calificación de aprobación del 100% con un puntaje promedio de 8,5 de 10 en el agregador de reseñas Rotten Tomatoes. El consenso crítico del sitio web dice: «Con un diálogo fuerte y una trama que se desarrolla sin problemas, «Cobbler» dirige a su personaje central cada vez más cerca de la terrible caída de la grandeza hacia la que Better Call Saul está construyendo». Terri Schwartz de IGN le dio al episodio una calificación de 8,8, señalando que el episodio «hizo un excelente uso del humor de Bob Odenkirk, entregando algunos de los momentos más divertidos de la serie». The Telegraph notó que «en medio de las risas hubo indicios de días más oscuros por delante».
Donna Bowman de The A.V. Club le dio al episodio una calificación «A-», comparando la escena de la policía con la escena del bar del episodio anterior, diciendo:

«Es el equivalente de defensa criminal de la estafa de «Viktor con K» del estreno, una red de fabricación pura que juega directamente con la visión del mundo de la policía: la gente está enferma; todo es posible; es casi demasiado loco para no ser real. Pero para cerrar el trato, Jimmy compra algunos productos horneados y hace películas con Daniel sentado sobre ellos. No está claro que necesitara hacer eso para convencer a la policía. Más bien, mientras le cuenta alegremente la estafa a Kim, parece que le agrada humillar al idiota. Al hacerlo, sin embargo, cruza una línea: fabrica evidencia. Kim está horrorizada, pero para Jimmy, es una forma de ser tanto el Resbaladizo Jimmy como James M. McGill, Esq. Lo mantiene aislado de Davis & Main, le asegura; trabajo estrictamente pro bono. Está tratando de tener el escritorio de cocobolo y accionar el interruptor prohibido al mismo tiempo».

Nicholas Parco de The New York Daily News dijo sobre la escena policial y el episodio en su conjunto que «Claro, McGill [...] no está cerca del Goodman del que los fanáticos de Breaking Bad se enamoraron, sino en la escena final del titulado acertadamente «Cobbler», la evolución brilla más que nunca». Alan Sepinwall de HitFix calificó la escena como «el momento más divertido del universo Breaking Bad desde que Jesse pensó que Walt iba a construir un robot, y el programa está enviando un mensaje tranquilizador de que lo hará bien cuando sea que el interruptor en la oficina de Jimmy cambie permanentemente a la posición de Saul». David Segal de The New York Times llamó a la escena «mi escena favorita de esta temporada hasta el momento. Particularmente me encantó la idea de que, por convincente que fuera Jimmy, los policías aparentemente terminaron la entrevista menos que completamente convencidos de que la disputa de un amante, y el fetiche antes mencionado, explicaron el robo en casa de Daniel Wormald, el naif más irritante del mundo».
El papel de Jonathan Banks como Mike también fue recibido positivamente por los críticos. Sean T. Collins de The New York Observer dijo: «El material de Mike es fuerte incluso para sus propios estándares. Su dinámica con Daniel Wormald [...] es lo suficientemente entretenida como para venir con la banda sonora de Curb Your Enthusiasm [...] Vale la pena señalar que al decidir ayudar a recuperar las tarjetas solo después de que Dan revela que algunas de ellas pertenecían a su padre, vislumbramos la trágica historia de fondo de padre e hijo que aprendimos sobre Mike en el episodio más fuerte de la primera temporada».